# ريفر ألكسندر
ريفر ألكسندر (بالإنجليزية: River Alexander)‏ مواليد 29 نوفمبر 1999 في فلوريدا، الولايات المتحدة، هو ممثل أمريكي بدأ مسيرته الفنية سنة 2010.

## الأعمال

### أفلام
- في الخلف تماما (2013) (بدور: بيتر)

### مسلسلات
- بيرسون أوف إنترست (2012) (بدور: ينغ إلياس)
- فتاتان مفلستان (2012)
- فاميلي غاي (2014)

## الجوائز
| السنة | الجائزة             | الفئة                              | النتيجة |
| ----- | ------------------- | ---------------------------------- | ------- |
| 2014  | جائزة الفنان الصغير | أفضل أداء في فيلم - ممثل شاب مساعد | رُشِّح     |

## وصلات خارجية
- ريفر ألكسندر على موقع IMDb (الإنجليزية)
- ريفر ألكسندر على موقع قاعدة بيانات الفيلم (الإنجليزية)
- الموقع الرسمي